# Steve Guppy
Stephen ("Steve") Andrew Guppy (Winchester, 29 maart 1969) is een voormalig betaald voetballer uit Engeland, die speelde als middenvelder gedurende zijn carrière. Hij kwam onder meer uit voor Wycombe Wanderers en Leicester City FC. Na zijn actieve carrière stapte hij het trainersvak in.

## Interlandcarrière
Guppy speelde welgeteld één interland voor de Engelse nationale ploeg. Hij maakte zijn debuut op zondag 10 oktober 1999 in de vriendschappelijke thuiswedstrijd tegen België, net als Frank Lampard van West Ham United FC. In Sunderland begon hij als basisspeler en vormde hij een middenveld met onder anderen Paul Ince en Jamie Redknapp. Engeland won het duel onder leiding van bondscoach Kevin Keegan met 2-1 door treffers van Alan Shearer en Jamie Redknapp. Voor België scoorde Branko Strupar.

## Erelijst
Wycombe Wanderers
- FA Trophy

1993
- Conference National

1992–93
- Football League Third Division

1994 (winnaar play-off)
 Leicester City
- Football League Cup

2000
 Celtic
- Scottish Premier League

2001–02
 Stevenage Borough
- FA Trophy

2007